# Plauto
Tito Maccio Plauto (en latín, Titus Maccius Plautus; Sarsina, Umbría; 254 a. C.-Roma, 184 a. C.) fue el comediógrafo latino más afamado de la Antigua Roma junto a Terencio. Conocido por su audaz ingenio, escribió numerosas obras, como "Anfitrión" o "Mostellaria", caracterizadas por su humor extravagante, personajes muy cómicos y enredos amorosos.

## Nombre
Las fuentes citan su nombre como Tito Maccio Plauto, pero esto, contrariamente a la creencia popular, no implica que su nombre de nacimiento fuera Tito Maccio; tiene más bien la sonoridad de un pseudónimo cómico que parodia el concepto del triple nombre o tria nomina. En la antigua península itálica, sólo los pertenecientes a familias nobles romanas tenían tres nombres, y Plauto no era noble, además de que Maccio no existe como apellido itálico de la época, y en su lugar se asemeja más a una alusión gentilizante al Maccus, un payaso arquetípico de la farsa atelana, que Plauto conocería bien.
Plauto, según Festo, provenía de ploto, un término dado a las personas aquejadas de pies planos y a los perros de orejas caídas. La primera de estas acepciones podría implicar que se trataba de otro apodo cómico, esta vez relacionado con el planipedes, una clase de actor de mimo que actuaba descalzo, y a la que Plauto podría haber pertenecido en su juventud como actor. Sin embargo, los romanos también utilizaban la segunda definición para referirse a él, quizá en clave de burla, como hace el prologuista desconocido de la comedia plautiana Casina, el cual le llama "Plautus cum latrante nomine" ("Plauto el del nombre ladrador").
Una teoría propone que el nombre de nacimiento de Plauto en Umbría habría sido verdaderamente Tito Ploto (Titus Plotus), siendo Ploto el equivalente a Plauto en dialecto umbro. De este modo, Maccio no sería sino un supernomen dado por su profesional teatral.
Algunas crónicas medievales optaron por llamarle incorrectamente Marco Accio Plauto (como otro gran escritor latino, Lucio Accio), interpretando que Maccio no era sino una confusión con M. Accio.

## Biografía
No se conoce sino como aproximación la fecha de su nacimiento; se ha fijado la de 254 a. C. por una noticia de Cicerón (Brutus, 60) y sabemos que murió en el consulado de Publio Claudio Pulcro y Lucio Porcio Licino, siendo censor Catón, es decir, en el 184 a. C. Ciertamente este lapso vital corresponde a un periodo históricamente muy revuelto: la segunda guerra púnica (de la derrota de Cannas, 216, a la victoria del Metauro, 207, y Zama, 202) y la primera afirmación de la intervención romana en Grecia y en el Oriente helenístico.
Se trasladó de Umbría a Roma de joven, posiblemente sirviendo de soldado entre los 20 000 infantes umbros aliados de Roma (socii) que repelieron una invasión gala bajo el mando de Lucio Emilio Papo. En la gran urbe, obró como comerciante, lo que confirma el conocimiento del lenguaje marinero que atestiguan sus obras, y posiblemente también realizó viajes por el Mediterráneo. Sin embargo, se arruinó y tuvo que empujar la piedra de un molino al tiempo que empezaba a escribir comedias palliatas adaptadas del griego. Su enorme éxito le valió salir de molinero para consagrarse a este nuevo oficio y murió prácticamente rico con más de setenta años, envuelto en una gran popularidad. Aunque hay otros eruditos que piensan que probablemente al usar la expresión latina «empujar la piedra del molino», nuestro autor se refería a su extrema pobreza y no al trabajo literal como esclavo encargado de girar las muelas de los molinos.

## Obra
Si bien se le atribuyeron hasta 130 obras, ya Varrón en el siglo I, en su monografía De comoediis Plautinis, redujo su número a las 21 que se tienen por auténticas, separando de este grupo otras que se debían a sus imitadores Cecilio y otros ingenios. En De comoediis Plautinis distinguió tres grupos entre las obras atribuidas a Plauto: las inequívocamente suyas (21 comedias); un segundo grupo de 19 obras, en las que reconocía la paternidad plautina por razones históricas y estilísticas; y un tercer grupo de obras, las restantes, que consideraba espurias. Se han conservado enteras las comedias del primer grupo (denominadas fabulae Varroniatae), a excepción de la Vidularia, que por su posición en el arquetipo de los manuscritos se encuentra gravemente dañada. 
Plauto se inspiró en los autores de la Comedia nueva griega, principalmente en Menandro, pero también en Dífilo o Filemón entre otros, y más ocasionalmente también en la comedia media (Antífanes), mezclando a veces dos obras en una sola (contaminatio). No se limitó a traducir, sino que adaptó los originales al gusto romano, e introdujo canciones y danza (por ejemplo, la danza de esclavos y de cocineros en la Aulularia). Por eso en muchos textos plautinos se contienen indicaciones escénicas. En las últimas piezas de Plauto, los cantica ocupan mayor espacio, siempre con una enorme diversidad métrica (anapestos, créticos, baquios) que enriqueció la lengua latina con esquemas desconocidos entre los mismos griegos. En esto sí el teatro plautino simula la gran polimetría de la comedia antigua griega de un Aristófanes. A decir de los antiguos, tanta fue su estimación durante todo el Imperio, que algunos autores llegaron a afirmar que si las Musas hablaran latín lo harían con el estilo de Plauto.
La complicación de las tramas a causa de la contaminatio obligó a Plauto no pocas veces a poner un pequeño prólogo declamado por un actor, cuya función era explicar los argumentos demasiado complejos para que el público no se desorientara.
Plauto usa un rico y vistoso lenguaje de nivel coloquial que no elude la obscenidad y la grosería entre retruécanos, chistes, anfibologías, parodias idiomáticas y neologismos, usando un vocabulario muy abundante de una gran variedad de registros. Emplea con preferencia la aliteración, la asonancia y el asíndeton, imprimiendo a su estilo un sello inconfundible. Es un psicólogo penetrante en obras que anuncian ya la comedia de carácter o comedia de figurón, como es el caso de Aulularia sobre el tipo universal del avaro o Miles gloriosus sobre otro tipo eterno, el fanfarrón; la mezcla de dos acciones en una sola obra hizo de él el primer creador de la técnica del imbroglio o enredo, que tanto juego ofrecerá en la comedia. Algunos personajes como el esclavo liante, desvergonzado y diabólicamente astuto, presagian ya el personaje del gracioso en la comedia del Siglo de Oro español, y otros, como el parásito, derivarán en el del pícaro. Muchas de estas comedias terminan con una feliz anagnórisis o agnición o con la burla a un viejo.
Las obras de Plauto son menos refinadas pero más cómicas que las griegas. Sus personajes son los mismos que en las comedias griegas: jóvenes alocados y calaveras, cortesanas, alcahuetes, flautistas, traficantes de esclavos o lenones, esclavos diabólicamente astutos que sacan siempre las castañas del fuego a sus señores, comerciantes, viejos verdes y gruñones, parásitos, soldados fanfarrones, etc.; el argumento estaba lleno de situaciones de enredo, engaños y confusiones. Pero Plauto añade variedad y originalidad a los temas y a los personajes siempre con la intención de hacer reír al público romano. La obra de Plauto influyó en la comedias medievales de la monja Hrostsvita y en las comedias humanísticas que se componían en latín en las universidades como trabajo de fin de curso y en el Renacimiento. Hay mucho de Plauto, por ejemplo, en El avaro de Molière, en Giovanni Boccaccio y en las comedias de Shakespeare.

## Análisis de su producción
Las comedias auténticas de Plauto son Anphitruo o Anfitrión, Asinaria, Aulularia o La comedia de la ollita, Bacchides, Captivi o Los cautivos, Casina, Cistellaria o La cestita, Curculio o El gorgojo, Epídico, Estico, Menecmos, Mercator, Miles gloriosus o El soldado fanfarrón, Mostellaria o El fantasmita, Poenulus, Pseudolus o El trapalón, Persa, Rudens, Trinummus, Truculentus y Vidularia.
- Asinaria, basada en El arriero de Demófilo, cuenta las peripecias del viejo Demetrio, marido obtuso, que dominado por una esposa altiva, trata de sustraerle las veinte monedas que le ha reportado la venta de unos asnos, pues él desea obsequiarlas a su hijo, cuyas calaveradas alienta.
- En El mercader, basada en una obra homónima de Filemón, un joven ha comprado en un viaje una hermosa esclava y desea llevarla a su casa como sirvienta de su madre, pero el padre del joven se la quiere quitar al hijo.
- Cistellaria o La cestita, inspirada en las Synaristosai, de Menandro, es quizá la obra maestra de Plauto.
- Anfitrión inspiró a Molière y Giraudoux, y es la única comedia mitológica de Plauto. Narra cómo Júpiter, para seducir a Alcmena, esposa del general Anfitrión, se hace pasar por este adoptando mágicamente sus rasgos y acompañado de Mercurio, disfrazado como su criado Sosia, generando todo tipo de confusiones y enredos contra los verdaderos y burlados personajes que suplantan.
- Los dos Menecmos, imitada por William Shakespeare en su Comedia de los errores, es un enredo que se basa en los malentendidos a que dan lugar dos gemelos, que vivieron separados durante mucho tiempo y se vuelven a encontrar en una ciudad.
- El soldado fanfarrón es la obra más antigua de Plauto, (en torno al 205 a. C.) y es una farsa o comedia de carácter cuya víctima es un falso héroe y engreído soldado, Pirgopolínice, de quien todos se burlan solapadamente, empezando por su criado Palestrión, que había hecho una abertura en la pared para que su anterior amo pudiera visitar a su prometida.
- Vidularia es una comedia cuya trama gira en torno al motivo de la anagnórisis o agnición: la protagonista es una doncella que había sido abandonada, de niña, en un cesto de juguetes.
- Estico, representada en el año 200, refiere la historia de dos hermanas a quienes su padre reprocha ser fieles a sus maridos cuando éstos las han dejado solas impulsados por la pobreza, ya que han tenido que emigrar a otro país. Regresan enriquecidos y recompensan así su virtud.
- El persa es una farsa urdida contra el avaro Dordalus, burlado por un amigo que se había disfrazado de mercader persa.
- En Epídico, un anciano compra a una esclava que tañe la lira creyendo que es su hija perdida. El joven que le ha vendido utiliza el dinero para comprar a su hermana, a quien no conoce. El anciano ha sido engañado, pero la muchacha es reconocida, y el esclavo que armó la tramoya es libertado.
- En Aulularia o La comedia de la olla, nos hallamos ante otra comedia de personaje, un viejo avaro, que inspiraría la famosa comedia de Molière. El avaro encierra su tesoro en una marmita en vez de un cofre, y, mientras es rico, no da su permiso para que se realice un matrimonio; le roban el dinero y con ello da su permiso para que los jóvenes se puedan casar.
- En la Mostellaria (o El aparecido), el esclavo Traunión hace creer a su amo, Teoprópides, a su regreso de un viaje, que hay fantasmas en la casa para poder así explicar las calaveradas del hijo de este. Este es el punto de partida de intrigas y enredos en los que Plauto ha puesto de manifiesto todo su virtuosismo, y que han inspirado a Regnard.
- El gorgojo narra las aventuras de un parásito, auténtico precedente del pícaro, un hombre sin escrúpulos de imaginación fecunda, que vive de su astucia e ingenio.
- Pseudolus o El enredón o El trompicón, representado por vez primera en 191, refiere las intrigas y mentiras del esclavo Pseudolus. Este sustrae dinero al viejo Simón y al inescrupuloso Ballion.
- Los cautivos representa cómo pese a las fechorías del esclavo Stalagmus, el anciano Hegión encuentra y libera a su hijo.
- Rudens o La maroma, inspirada en una obra de Dífilo, cambia el usual escenario urbano por un pueblo de la playa, donde se fragua una historia de anagnórisis o reconocimiento. En ella un pescador saca de las aguas una maleta que contiene juguetes de la hija de su amo, que ha sido raptada. Devuelta por las aguas después de un naufragio, esta niña llega a ser, sin saberlo, rescatada por su propio padre.
- El joven cartaginés cuenta cómo el anciano Hannon descubre que dos de su esclavas son sus propias hijas, que habían sido víctimas de un rapto, y encuentra a su sobrino, que ama a una de ellas. Es una comedia importante también por conservar un pasaje en la desaparecida lengua púnica traducido al latín.
- Trinummus o Las tres monedas, fundada en la obra El tesoro de Filemón, cuenta entre cómicas aventuras como un tesoro es devuelto a su legítimo dueño. Esta comedia fue imitada por Andrieux en su obra El Tesoro.
- En Casina, dos esclavos de la misma casa persiguen a la misma esclava, uno en provecho del padre; otro, en pro del hijo; aunque la suerte favorece al anciano, finalmente este será vencido por la astucia del esclavo.

## Personajes
Véase Personajes comunes en la comedia romana
- El joven (adulescens)
- El viejo (senex)
- El esclavo (servus)
- La joven (virgo, puella, meretrix)
- La madre de familia (uxor, matrona)
- El parásito[3]
- El soldado (miles)
- El lenón (leno)
- El banquero (trapezita, danista)
- El cocinero (coquus)

## Obras

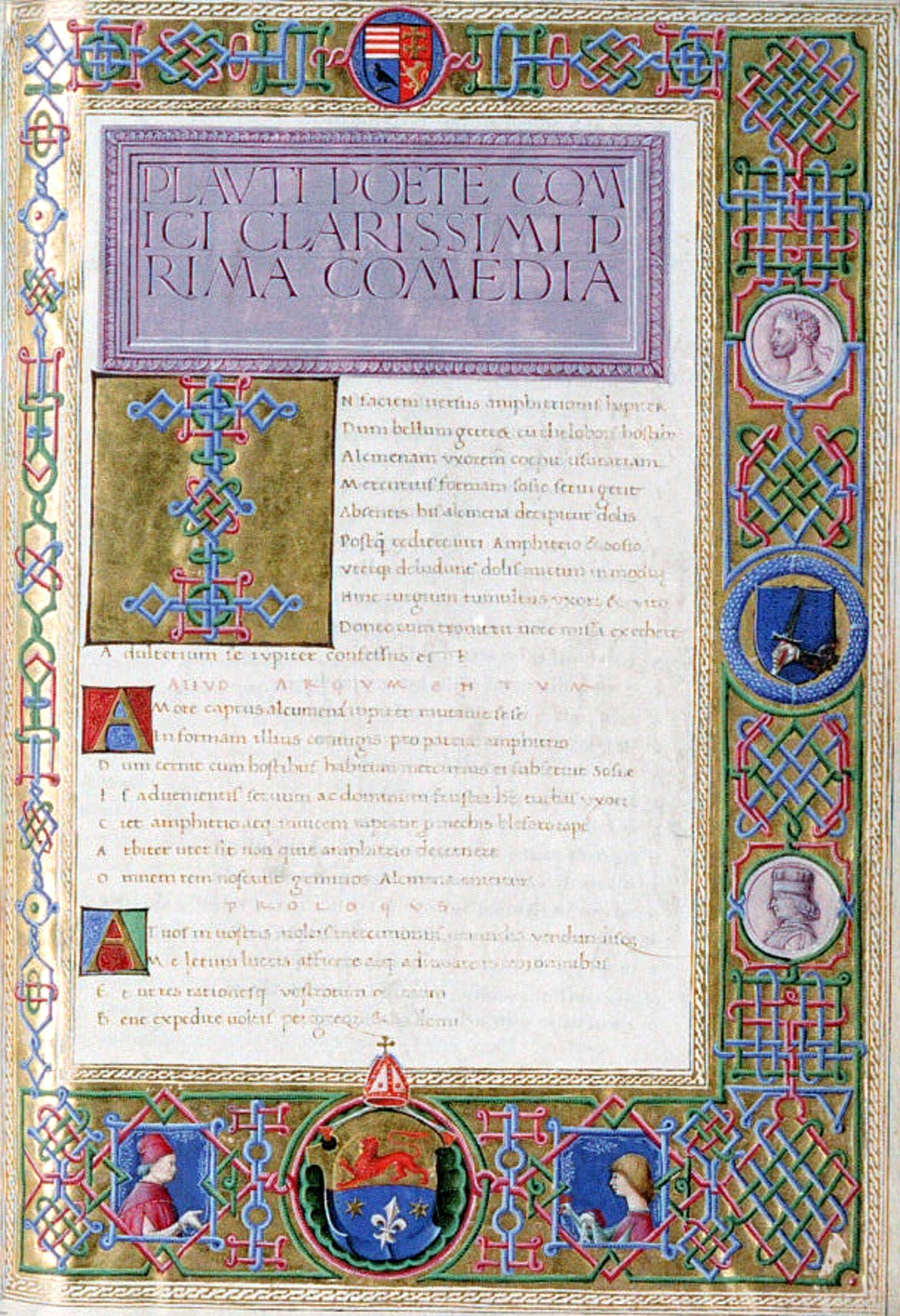
Codex Vindobonensis Palatinus 111.

Según Aulo Gelio, Plauto escribió 130 comedias. En los manuscritos que se nos han conservado, los títulos de las obras aparecen por orden alfabético, y no de manera cronológica, lo que implica grandes debates y controversias entre los estudiosos y los editores, a la hora de tratar de discernir cuáles se escribieron antes y cuáles, después. Normalmente, en las ediciones y traducciones contemporáneas las obras siguen ordenándose por orden alfabético y este será el criterio que sigamos a continuación.
Las obras que se conservan en la actualidad son las siguientes:
- Amphitruo
- Asinaria
- Aulularia
- Bacchides
- Captivi
- Casina
- Cistellaria
- Curculio
- Epidicus
- Menaechmi
- Mercator
- Miles Gloriosus
- Mostellaria
- Persa
- Poenulus
- Pseudolus
- Rudens
- Stichus
- Trinummus
- Truculentus

Por otra parte, conocemos los títulos de una treintena más de obras y, en algunos casos, se conservan también fragmentos de las mismas:
- Addictus
- Ambroicus, or Agroicus
- Artamon
- Baccharia
- Bis Compressa
- Caecus o Praedones
- Calceolus
- Carbonaria
- Clitellaria
- Colax
- Commorientes
- Condalium
- Cornicularia
- Dyscolus
- Foeneratrix
- Fretum
- Frivolaria
- Fugitivi
- Gastrion o Gastron
- Hortulus
- Kakistus (la autoría de esta obra se discute y hay quien cree que el autor podría ser Lucio Accio)
- Lenones Gemini
- Medicus
- Nervolaria
- Parasitus Piger o Lipargus
- Phagon
- Plociona
- Saturio
- Scytha Liturgus
- Trigemini
- Vidularia

## Traducciones al español
De las siete traducciones de Plauto realizadas en el siglo XVI, la primera fue el Anfitrión por parte del médico Francisco López de Villalobos. Fue escrita en 1515 y editada dos años después; usa la edición de Hermolao Barbaro. En 1525 esta misma comedia fue adaptada un poco más libremente por el humanista y profesor de la Universidad de Salamanca Fernán Pérez de Oliva; esta versión fue criticada en sus aspectos dramáticos por Leandro Fernández de Moratín, aunque es de buen lenguaje y estilo. En 1554 y en Toledo se refundieron estas traducciones en otra. Al año siguiente aparecieron anónimas en Amberes El mílite glorioso y Los Menechmos. De nuevo Anfitrión y Los Menechmos fueron editados por Juan de Timoneda en 1559. En el siglo XX destacan las siguientes traducciones de sus obras completas: Pedro Antonio Martín Robles, Comedias completas trasladadas de la lengua latina al español, Buenos Aires, El Ateneo, 1947. Vicente Blanco García, Comedias, Madrid: Aguilar, 1950. Juan Bautista Xurriguera, Comedias. Barcelona: Iberia, 1955. Marcial Olivar, Teatro completo: Barcelona: Planeta, 1974. Mercedes González-Haba, Comedias I, Madrid: Gredos, 1992. José Román Bravo, Comedias I y II. Madrid: Cátedra, 1989 y 1995. Germán Viveros, Comedias I y II, México: Bibl. Scriptores Graeci & Romani, 1978 y 1980. El comediógrafo José Luis Alonso de Santos hizo asimismo varias adaptaciones dramáticas de Plauto.

## Citas
- «Lupus est homo homini, non homo, quom qualis sit non novit» («El hombre es un lobo para el hombre, y no hombre, cuando desconoce quién es el otro») — Asinaria.